# Menandro Protettore
Menandro Protettore (fl. VI secolo) è stato uno storico bizantino vissuto nel VI secolo.

## Biografia e opere
Di lui non si sa molto. Era figlio di un tal Eufrata e aveva un fratello di nome Erodoto. Studiò diritto ma non esercitò mai l'avvocatura, essendo più interessato al teatro e alle gare di cavalli all'ippodromo. L'Imperatore Maurizio (582-602) lo incoraggiò tuttavia a scrivere una continuazione della Storia di Agazia e lo volle nella sua corte.
Purtroppo la sua Storia, forse in 10 libri e che narrava la storia dell'Impero dal 558 al 582, non ci è giunta completa ma in pochi frammenti conservati negli Estratti delle Legazioni di Costantino VII; i frammenti salvatisi della sua opera parlano di negoziazioni diplomatiche tra l'Impero e i suoi nemici (Avari, Persiani ecc.). Definito "scimmia di Agazia" da uno storico autorevole, era più interessato all'accuratezza dei fatti narrati piuttosto che allo stile anche se il suo stile di scrittura non era neanche "basso", come si può vedere nel frammento sulle trattative con i Persiani in cui nei dialoghi inserì parole in lingua attica.
Scrisse anche un'opera in versi, conservata nell'Antologia Palatina, riguardante un magio persiano che si convertì al Cristianesimo e divenne martire.